# Annkathrin Behr

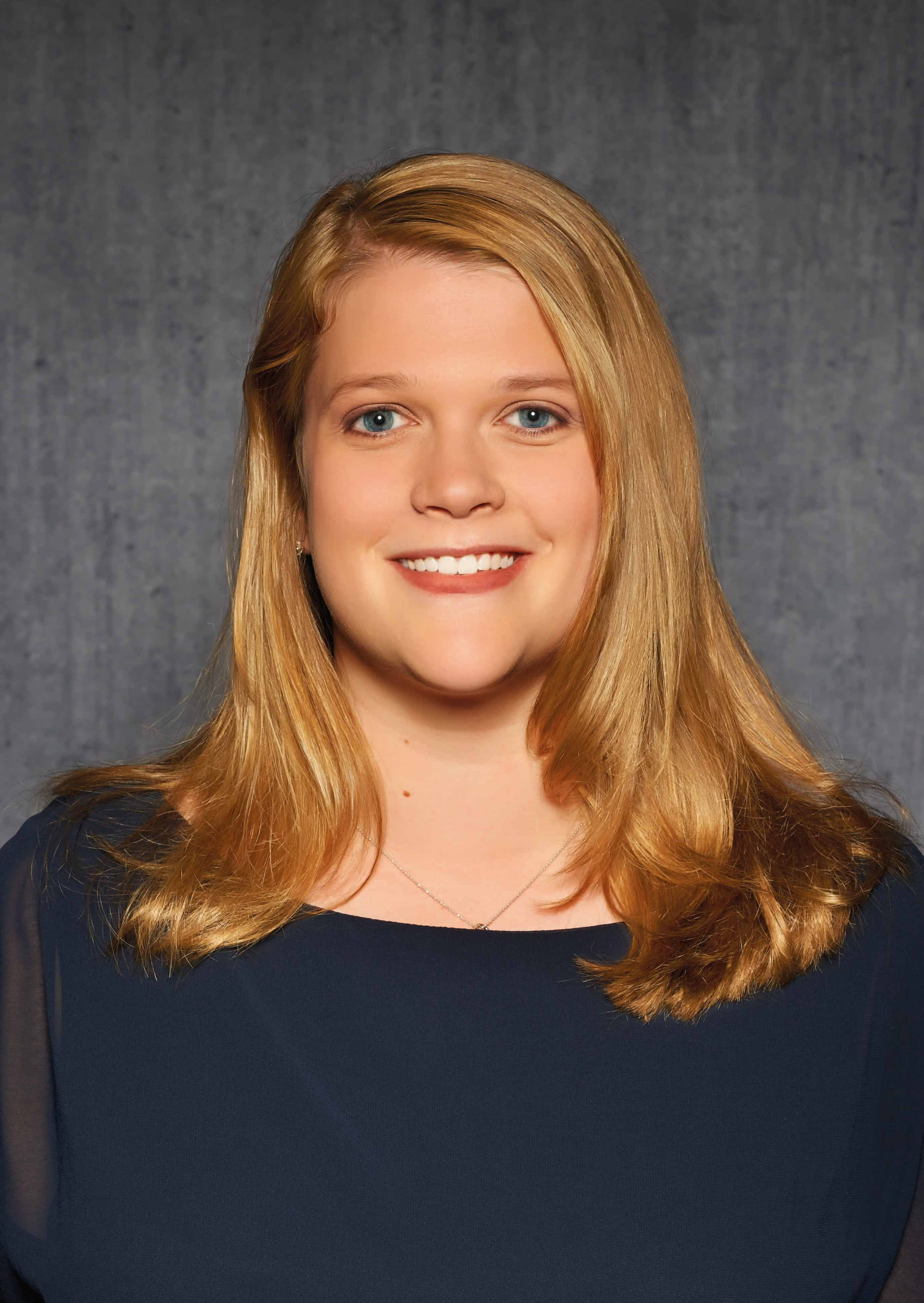
Annkathrin Behr (2015)

Annkathrin Behr, geborene Kammeyer (* 12. Januar 1990 in Hamburg) ist eine deutsche Politikerin (SPD). Sie war von 2011 bis 2025 Mitglied der Hamburgischen Bürgerschaft.

## Leben
Behr wurde  im Hamburger Stadtteil Horn geboren und wohnt in Billstedt. Beide Eltern sind langjährige SPD-Mitglieder.
Nach dem Abitur  2009 am Charlotte-Paulsen-Gymnasium in Wandsbek studierte sie Politikwissenschaft an der Universität Hamburg bis 2013 und schloss  das Masterstudium  dort 2017 ab. Sie arbeitet – Stand Sommer 2024 – als wissenschaftliche Mitarbeiterin bei dem Bundestagsabgeordneten Falko Droßmann (SPD).

## Politik
Behr ist seit 2006 Mitglied der SPD. Sie wurde Gruppenvorsitzende der Jusos in Horn und Juso-Kreisvorsitzende im Bezirk Hamburg-Mitte. Seit 2008 war sie im Büro des Bürgerschaftsabgeordneten Michael Neumann (SPD) tätig und betreute dort das Stadtteilbüro in Horn. Unmittelbar nach ihrem Abitur machte sie Wahlkampf für den damaligen SPD-Bundestagsdirektkandidaten Johannes Kahrs.
Mit dem Beginn ihres Studiums wurde sie Mitglied der Juso-Hochschulgruppe und arbeitete als Projektkraft im AStA (Allgemeiner Studierendenausschuss) der Universität Hamburg. Neben ihrem späteren Mandat als Bürgerschaftsabgeordnete war Behr gleichzeitig zeitweise Mitglied des Studierendenparlaments der Universität Hamburg.

## Bürgerschaftsabgeordnete
Bei der Bürgerschaftswahl in Hamburg 2011 gelang ihr über den Landeslistenplatz 46 der Einzug in die Hamburgische Bürgerschaft. Am 7. März 2011 wurde sie im Alter von 21 Jahren das jüngste Mitglied in der Geschichte des Parlaments.
2013 wurde Behr zur stellvertretenden Landesvorsitzenden der Jusos Hamburg gewählt und trat bei der Bürgerschaftswahl 2015 auch als Spitzenkandidatin der Jusos Hamburg an. Über den Listenplatz 20 zog sie 2015 erneut in das Hamburgische Landesparlament ein. In der 21. Hamburgischen Bürgerschaft war sie Mitglied im Ausschuss für Wissenschaft und Gleichstellung, im Ausschuss für Soziales, Arbeit und Integration, sowie im Sportausschuss.
Seit 2019 ist Behr Vorsitzende der SPD Billstedt. Bei der Bürgerschaftswahl in Hamburg 2020 erhielt sie ein Direktmandat im Wahlkreis Billstedt – Wilhelmsburg – Finkenwerder. Ab Anfang des Jahres 2024 war Behr sozialpolitische Sprecherin der SPD-Bürgerschaftsfraktion. Bei der Bürgerschaftswahl in Hamburg 2025 kandidierte sie nicht erneut und schied somit aus der Bürgerschaft aus.